# High Shoals (Karolina Północna)
High Shoals – miasto w Stanach Zjednoczonych, w stanie Karolina Północna, w hrabstwie Gaston.